# Мирослав Широкий
Мирослав Широкий (чеськ. Miroslav Široký; 21 січня 1885 — 8 жовтня 1972) — чеський футболіст, що грав на позиції правого нападника.

## Футбольна кар'єра
У 1903—1906 роках виступав у складі празької «Спарти». В 1908 році перебрався до провідної команди країни того часу — «Славії». Чотириразовий володар кубка милосердя у 1908, 1910, 1911 і 1912 роках. У фіналі 1912 року проти «Вікторії» (4:3) відзначився забитим голом. У 1913—1914 роках грав за команду «Вікторія» (Жижков).
У 1908 році зіграв один матч у складі збірної Богемії. У Празі поступились з рахунком 0:4 збірній Англії.
Також грав за збірну у різних матчах, що не входять до офіційного реєстру ФІФА. Зокрема, став аматорським чемпіоном Європи 1911 року. Команда, основу якої складали гравці «Славії», перемогла збірні Бельгії (6:1), Франції (4:1) і Англії (2:1).